# Подвійний потенціальний бар'єр
 Подвійний потенціальний бар'єр - симетрична двобар'єрна структура є базова для розуміння фізичних основ формування зонних діаграм, принципів роботи наноелектронних пристроїв та їх конструювання. В цій структурі спостерігається несподіване явище - резонансне тунелювання, при якому коефіцієнт проходження рівний одиниці. При тунелюванні крізь одиночний бар'єр коефіцієнт проникності є надзвичайно малий, порядку {\displaystyle 10^{-6}}. Здавалось би, добавка ще одного бар'єру тільки зменшить коефіцієнт проникності. Проте при певних значеннях енергії коефіцієнт проникності крізь двобар'єрну структуру рівний одиниці. У навчальній літературі розглянутий тільки частковий випадок такої структури з {\displaystyle \delta } -бар'єрами. Імпенданса модель дозволяє отримати нові результати - аналітичні вирази для коефіцієнта відбиття та власних значень двобар'єрної структури.
Для двобар'єрної структури необхідно послідовно знаходити нормовані вхідні імпенданси {\displaystyle Z_{1}-Z_{3}} на границях бар'єрів. Виконавши перетворення, знаходимо:
{\displaystyle Z_{3}=Z{\frac {Z^{3}A^{2}B-Z^{2}AB+2Z^{2}A-ZA^{2}+ZB-Z-AB}{-Z^{3}AB-Z^{2}A^{2}+Z^{2}B-Z^{2}-ZAB+2ZA+A^{2}B}}}
де {\displaystyle B=i\tan kb\,} а {\displaystyle b}- ширина потенційної ями. 
Коефіцієнт відбиття:
{\displaystyle R={\frac {1-Z_{3}}{1+Z_{3}}}={\frac {(1-Z^{2})[2Z+(Z^{2}+1)AB]A}{(Z^{4}+1)A^{2}B+2Z{[(Z^{2}+1)A-Z](1-B)-ZA^{2}}}}.}
Умова {\displaystyle R=0} визначає вираз для власних значень:
{\displaystyle AB=-{\frac {2Z}{Z^{2}+1}},E>0,}
і {\displaystyle A=0}, або {\displaystyle Z=1,E>V_{0}}. Останні вирази відповідають власним значенням одиночного бар'єру. Можна відмітити, що при {\displaystyle E>0} коефіцієнт відбиття  {\displaystyle R=1}.
Останній вираз перетворюється до вигляду:
{\displaystyle AB={\frac {r^{2}-1}{r^{2}+1}}}, 
де {\displaystyle r={\frac {1-Z}{1+Z}}}- коефіцієнт відбиття від стрибка потенціалу висотою {\displaystyle V_{0}}. Таким чином, в рамках імпендансної моделі власні значення симетричної двобар'єрної структури визначаються відносним імпедансом бар'єру або коефіцієнтом відбиття від стрибка потенціалу. Цей вивід ілюструє фізичну наглядність імпендансної моделі.
При {\displaystyle m=m_{1}}, із останнього виразу знаходимо
{\displaystyle tanh(\chi a)\tan kb\ ={\frac {2\eta }{1-\eta ^{2}}}={\frac {\sqrt {E(V_{0}-E)}}{E-0.5V_{0}}}}
де {\displaystyle \eta =\chi /k}. В діапазоні тунелювання, який представляє найбільший інтерес, величина {\displaystyle \chi }- реальна.
У випадку товстих бар'єрів, коли {\displaystyle \chi a\geq \;1,} що відповідає {\displaystyle a\geq \;\lambda _{1}/\pi ,}, {\displaystyle \chi a\approx \;1} тоді останній вираз відповідає відомому виразу для потенціальної ями.
У випадку тонких бар'єрів {\displaystyle \chi a\ll \;2,} {\displaystyle \tanh \chi a\ \approx \;\chi a} останнє рівняння перетворюється до вигляду {\displaystyle \tan kb\ =k\hbar \;^{2}/[am(2E-V_{0})].} Для {\displaystyle \delta -} бар'єрів, які описуються функцією типу {\displaystyle \alpha \delta (x)} (де {\displaystyle \alpha >0} - константа), {\displaystyle V_{0}=\alpha a==0} При цьому {\displaystyle \tan kb\ =-k\hbar \;^{2}/\alpha m,} що збігається із стандартними моделями. 
Перепишимо останнє рівняння у вигляді:
{\displaystyle 0=cosh(\chi a)\cos kb\ -{\frac {1-\chi ^{2}}{2\chi }}sinh(\chi a)sin(kb)}
Права частина цього рівняння - дисперсійна характеристика періодичної надрешітки (НР), створеної бар'єрами що чередуються разом із ямамами. Дисперсійна характеристика періодичної {\displaystyle E(K)}, де {\displaystyle K}- блохівське хвильове число, являють собою зонний енергетичний спектр НР. В лівій частині дисперсійної характеристики стоїть {\displaystyle cos(K\Lambda )}, де {\displaystyle \Lambda =a+b}- період структури. На границях заборонених зон {\displaystyle |\cos K\Lambda |=1}, або {\displaystyle K\Lambda =n_{3}\pi (n_{3}=1,2,...-} номер забороненої зони). Останній вираз відповідає значенням дисперсійної характеристики поблизу середин дозволених енергетичних зон при {\displaystyle \cos K\Lambda =0}, або {\displaystyle K\Lambda =(2n_{p}-1)\pi /2(n_{p}=1,2,...-} номер дозволеної зони). Приведені умови для {\displaystyle K\Lambda } в заборонених і дозволених зонах відповідає синфазній та протифазній інтерференції відбитих хвиль. Протифазна інтерференція відповідає резонансному тунелюванню електронів (РТЕ). Таким чином, отриманий вираз для власних значень двобар'єрної структури - базової комірки НР - має безпосередній зв'язок із дисперсійною характеристикою НР.
Перепишемо передостанній вираз у вигляді 
{\displaystyle thg(p\pi x)\tan \pi x\ ={\frac {\sqrt {\quad {\check {E}}|\quad {\check {E}}-1}}{\quad {\check {E}}-0,5}}}
{\displaystyle thg(x)={\begin{cases}\tanh x\,&\quad {\check {E}}<1\\\tan x\,&\quad {\check {E}}\geq \;1\end{cases}}}
Тут {\displaystyle x=kb/\pi ;p=|\quad {\check {E}}^{-1}-1|^{1/2}a/b}. Оскільки {\displaystyle x=2b/\lambda } ({\displaystyle \lambda }- довжина хвилі електрону в області потенціальної ями), то {\displaystyle x=1,2,...-} число напівхвиль електрону, які вкладаються в потенційній ямі. Із врахуванням залежності {\displaystyle k} від {\displaystyle E} маємо {\displaystyle x(E)=x(V_{0})\quad {\check {E}}^{1/2}}, де {\displaystyle x(V_{0}))={\sqrt {2mV_{0}}}b/\pi \hbar \;}.
Можна подати у вигляді графіка залежність {\displaystyle \quad {\check {E}}} від {\displaystyle x}, а також {\displaystyle x(\quad {\check {E}})}, при {\displaystyle a=b,} та {\displaystyle x(V_{0})=2}. У всьому діапазоні власні значення змінюються від величин, приблизно рівних власним значенням потенціальної ями структури, до величин, які визначаються умовою взаємної компенсації чотирьох хвиль, відбитих від кожного стрибка потенціалу структури: {\displaystyle x=n/4,n=1,3,...} Діапазон {\displaystyle \quad {\check {E}}<1} відповідає РТЕ. Повний спектр власних значень двобар'єрної структури включає також власні значення одиночного бар'єру у вигляді вертикальних ліній, розташованих в точках {\displaystyle x=1,2,...} в діапазоні {\displaystyle \quad {\check {E}}>1}.
Точки пересічення залежностей 1 та 2 визначають власні значення, рівні {\displaystyle \quad {\check {E}}=0,14} та {\displaystyle \quad {\check {E}}=0,54}, при {\displaystyle x(V_{0})=2}. Такому значенню {\displaystyle x(V_{0})} відповідають такі параметри: {\displaystyle V_{0}=0,24}, {\displaystyle a=b=25}А, {\displaystyle m=m_{1}=m_{0}}.
Якщо подати залежність {\displaystyle lg(T)} від {\displaystyle \quad {\check {E}}} при {\displaystyle x(V_{0})=2}, то значення {\displaystyle \quad {\check {E}}_{1}} та {\displaystyle \quad {\check {E}}_{2}} відповідають тим самим значенням, що і в першій площині. Одиночний бар'єр в порівнянні з бар'єром структури мають подвоєну товщину і відповідають двох бар'єрній структурі без потенціальної ями. Таким чином, вдалині від власних значень двобар'єрної структури, потенціальна яма практично не впливає на прохідну хвилю.